# Nic ve zlým, nic v dobrým
Nic ve zlým, nic v dobrým je páté studiové album Michala Prokopa a skupiny Framus Five. Vydáno bylo v roce 1987 Pantonem, v reedici vyšlo roku 1998 u labelu Sony music / Bonton. Hudbu, vedle Michala Prokopa, složili Petr Skoumal a Ota Petřina.
Reedice z roku 1998 obsahuje čtyři bonusové skladby, z toho dvě od Vladimíra Merty.

## Obsazení
Obsazení skupiny
- Michal Prokop – sólo zpěv, akustická kytara, mandolína, foukací harmonika
- Lubor Šonka – klávesové nástroje, sbor
- Václav Veselý – elektrická kytara, akustická kytara
- Petr Roškaňuk – elektrické kytary
- Petr Michalík – baskytara
- Petr Petrásek – bicí nástroje

Hosté
- Jan Kolář – hoboj, klávesové nástroje (1, 7, 9, 11, 13)
- Jan Hrubý – housle (3, 9, 11)
- Jiří Veselý – bezpražcová baskytara (4, 6, 9)
- František Havlíček – tenorsaxofon (3, 8)
- Imran Musa Zangi – percussion, conga (3, 7)
- Petr Skoumal – klávesové nástroje (4, 8)
- Jiří Chlumecký – drumulátor (1)
- František Kop – tenorsaxofon (4)
- Zdeněk Barták – sbor
- C&K Vocal (2, 3, 5, 7, 8, 9)

## Skladby
1. Yetti blues (M. Prokop, P. Šrut) 4:05
2. Zvedni kotvu, Ofélie (M. Prokop, J. Žáček) 4:52
3. Můj brácha ing. (P. Skoumal, P. Šrut) 4:44
4. Cokoli (P. Skoumal, P. Šrut) 5:39
5. Mr. Sentiment (1900) (O. Petřina, L. Kantor) 3:42
6. Stínový divadlo (M. Prokop, J. Burian) 3:07
7. Moje holka Kalamita (M. Prokop, P. Šrut) 3:23
8. Než přijde dcera z diskotéky (P. Skoumal, P. Šrut) 4:04
9. Nic ve zlým, nic v dobrým (M. Prokop, P. Šrut) 4:56

Bonusy v reedici
1. Karyatidy (V. Merta) 4:35
2. Kamarádi (V. Merta) 5:18
3. Telefonní blues (M. Prokop, J. Burian) 3:20
4. Yetti blues (singlová verze) (M. Prokop, P. Šrut) 4:14